# Équipe d'Irlande de rugby à XV à la Coupe du monde 1995
L'équipe d'Irlande a été battue en quart de finale de la Coupe du monde de rugby 1995 par l'équipe de France.
Les joueurs suivants ont joué pendant cette coupe du monde 1995. Les noms en gras indiquent les joueurs qui étaient titulaires lors du quart de finale.

## Première Ligne
- Nick Popplewell
- Terry Kingston   (capitaine)
- Gary Halpin
- Keith Wood
- Paul Wallace

## Deuxième Ligne
- Neil Francis
- Gabriel Fulcher
- Davy Tweed

## Troisième Ligne
- David Corkery
- Paddy Johns
- Denis McBride
- Anthony Foley
- Eddie Halvey

## Demi de mêlée
- Niall Hogan
- Michael Bradley

## Demi d’ouverture
- Eric Elwood
- Paul Burke

## Trois quart centre
- Brendan Mullin
- Jonathan Bell
- Maurice Field

## Trois quart aile
- Simon Geoghegan
- Darragh O'Mahony
- Richard Wallace

## Arrière
- Conor O'Shea
- Jim Staples

## Meilleurs marqueurs d'essais
- Denis McBride, David Corkery, Eddie Halvey: 2 essais

## Meilleur réalisateur
- Eric Elwood : 25 points